# Generalaat
Het generalaat is het algemeen bestuur van een kloosterorde of congregatie (kloostergemeenschap). 
Veel generalaten zijn te Rome gevestigd. Aan het hoofd ervan staat een generaal-overste.